# 標本
生物標本（也稱為生物樣本），是由生態基因儲存庫（biorepository）保存用於研究的生物樣本。
藉由製作標本，以便從樣品取得的採樣物可以長期被保存。而在理想情況下，他們仍然等同於新鮮收集的樣本。

## 植物標本

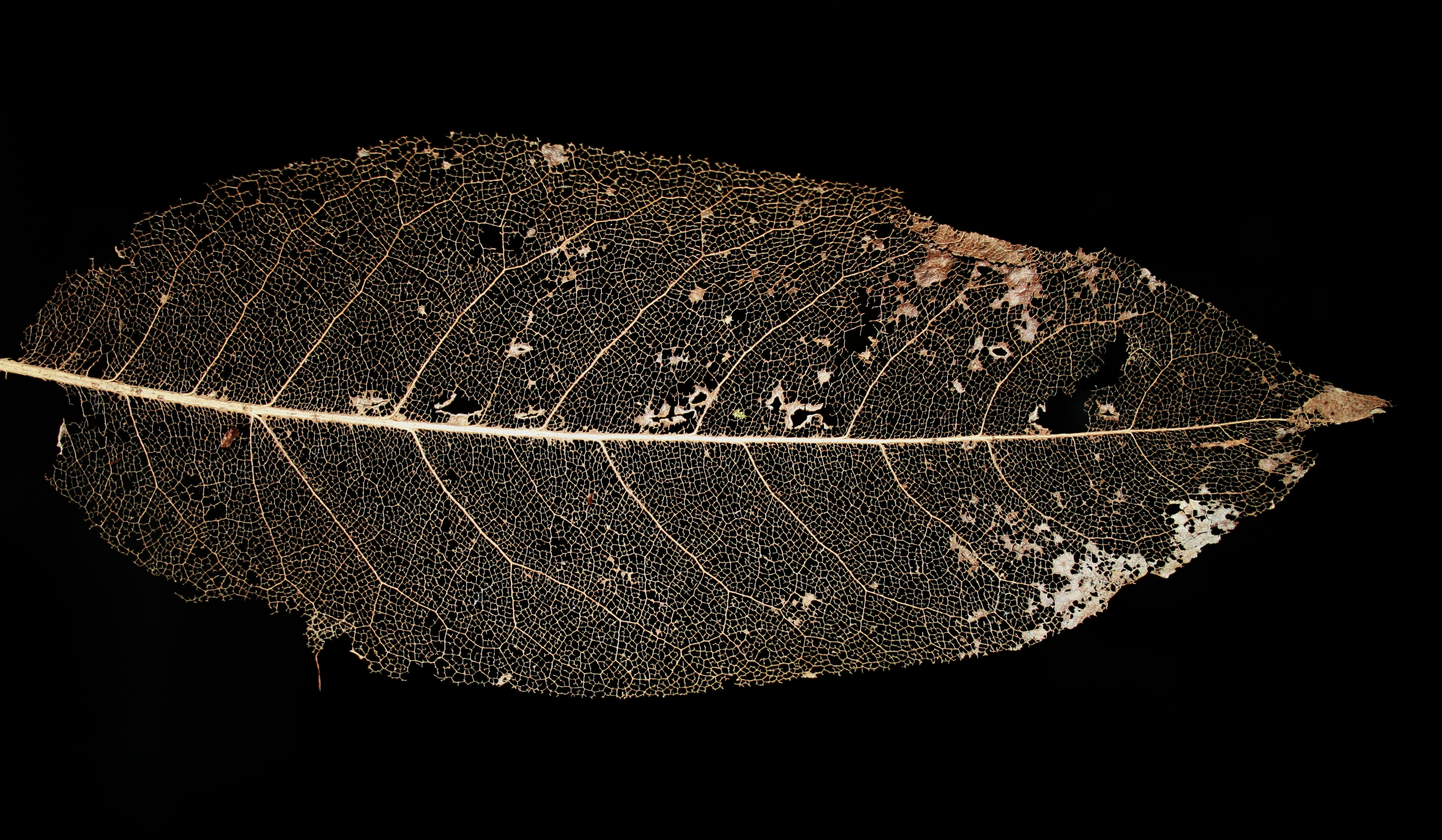
处理后只剩叶脉的树叶标本。通常用強鹼煮去葉肉，最後會只剩葉脈部份（維管束的纖維）。

植物標本指的是植物的全株或部份，借由各種方式處理，能永久保存於植物標本館中，能提供各種研究之用途。
標本是研究系統學的一個基本要求。收藏的樣本（sample）藉由乾燥或浸液的方法保存，也可能是由野外帶回的活體植物或繁殖芽（propagule），培養於溫室、植物園等人造環境中。

### 功能
標本可供作：（1）系統學的研究之用；（2）命名的依據；（3）鑑定的依據；（4）提供多種資訊。
1. 提供系統學研究的材料：雖然系統學者的研究應是野外的材料，但許多系統研究工作之得以完成，實際是藉助於植物標本。
2. 供作命名植物分類群之依據（即證據標本，voucher specimens）
  1. 證據標本幾乎皆為標本館所保存的腊葉標本，這是由於國際植物命名法規（ICBN）所規定，每個科以下階層的學名皆與模式標本相互聯結一起，這些模式標本便是由命名者於許多標本的收藏當中特別選擇作為證據標本者。
  2. 腊葉標本為植物經壓製、乾燥，且標示與歸檔於標本館中之標本。
3. 證據標本亦被使用來確定某一分類群的身份（學名）：當一植物分類群難以鑑定時，便可援用證據標本作為比對之用，而鑑定出與證據標本的植物是否為同一種。不管採用何種方法（如形態學、解剖學、族群遺傳學、分子生物學等），所做的系統學的文獻裡，皆必須要註明並引證可用來作為參考之用的證據標本。
4. 野外採集標本時，所記錄下的資訊很重要，可供多種用途：目前許多較大標本館已把標本的資料數位化，供作計算機的資料庫，除可供形態學、生態學、物候學、及地理學的利用，還能藉以理解許多生物學上的問題（諸如族群大小、稀有程度...等）。這對於研究植物系統學、生態學、保育生物學的生物多樣性資料之建構極具價值。

### 種類
常見的植物標本大概可歸類為乾製標本 (如腊葉標本)、浸液標本、玻片標本等。要製作標本常得視標本館的保存需求、植物的材料特性作適當的處理。

#### 乾製標本
乾製標本是最簡便的標本製作方式，乾燥後的標本，保存適當的話可以保存相當久的時間。一般標本館中的標本在乾燥時會先壓平以利收藏，故又稱為腊葉標本。标准的腊叶标本带有植株、叶、花、根茎等特征。較大型的水生植物（含藻類）亦常採用同樣的方式製成標本。
有些植物的部份因為維持其立體形狀很重要，或是無法壓製（例如樹幹），因此亦有不經壓製，或利用殊手續維持其立體構造，而僅直接乾燥。例如某些大型蒴果、松柏類的毬果、樹皮、樹幹等標本。

#### 浸液標本
浸液標本之製作通常是為了特殊的需求，保留在某些化學藥劑中（乙醇、甲醛、甘油等），一方面可以維持其原來的形體，一方面方便他日可作再深入的研究。相較於腊葉標本，由於需要裝在容器中而更佔空間，且需不定時更換、添加藥劑，除特殊需求，較少採此方式。常見的浸液標本有花、果、大型真菌子實體等軟嫩部位，藻類、細菌等微生物，還有其他植物的組織切片、或微細的部位（如花粉）等。

#### 玻片標本
主要是微生物（細菌、藻類、真菌），經過固定、脫水、染色程序製成永久玻片標本以保存。

#### 活體標本

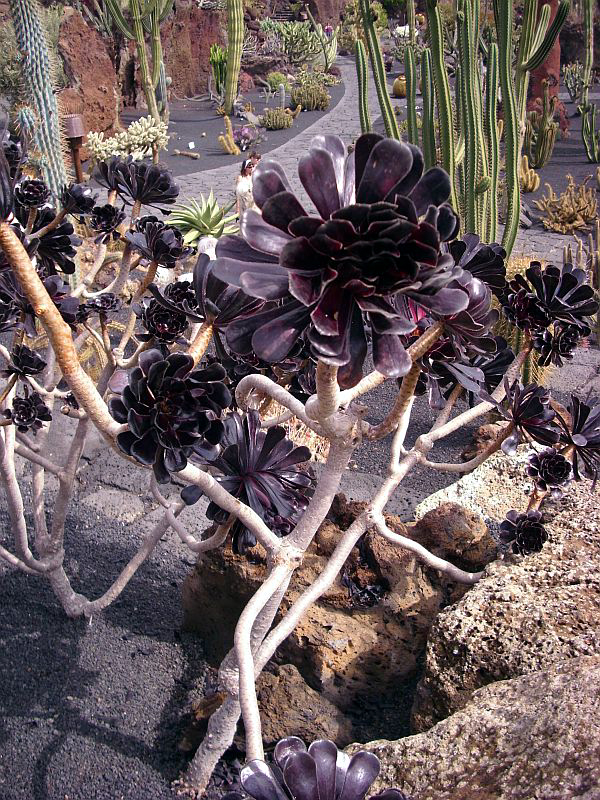
有些植物以活體栽植的方式保存於某些植物園。圖中為景天科的Aeonium aboretum var. atropurppureum，與多種多肉植物被收集一處。

有些植物採集來時，保持其活性，因而會保存為活體標本。常見的有植物標本園所栽植採自他處的植株或繁殖芽。種子是另一種常見活體標本的形式。

#### 特殊標本
- 原色乾燥標本製作法：砂乾法、塑膠法、液浸法、硫酸銅法
- 液浸標本製作法：
  - 綠青色液浸標本的製作：例如醋酸銅法、冷浸溶液法等
  - 其它顏色液浸標本的製作：紅色保存法、白色保存法、黃色保存法、黑色保存法等，不需經固定顏色與組織的流程，可直接將標本放置於貯浸液中。雜色保存法則須先用固定液將各種顏色固定後再放置於貯浸液中。

### 製作方法
標本的製作從標本的採集開始，便要注意資料的登錄與收集。採集標本的程序大略可分為：尋找標本（欲採集植物）、採集（collecting）、壓製（pressing）、乾燥及分類（drying and sorting），裱襯（mounting，意即把乾燥好的標本固定在檯紙上，亦常稱作上檯紙），然後便要製作標籤，經過消毒（殺蟲）後，分類歸檔進館收藏。

#### 採集地資訊
收藏一份標本，其資料越詳細，越能提供後續研究更精確可信可用的資料。通常採集者會備有採集簿，登錄必要的採集資訊，通常在採集簿裡登錄現場觀察到的現地較詳細的採集資訊，包括採集地點資料（地區、經緯度、海拔、棲地種類等）、採集品資料（科名、學名、任何無法在標本製成後保留的形態特徵等）等。

#### 壓製
標本採集到後要經過適當的整理才能保留且呈現最多的資料供後續之用。而這必需在壓製前完成。壓製的工作最好在採下後越快進行越能保證標本的品質。通常需要二片硬板，以繩索綁緊。如果採集品需要較細緻的處理，則通常會留待至野外工作站或回實驗室才進行。

#### 乾燥及分類
乾燥的系統（器械）有多種，但大致可分為二大類：對流式（convection system，如附圖），送風式（forced-air system）。

## 动物标本

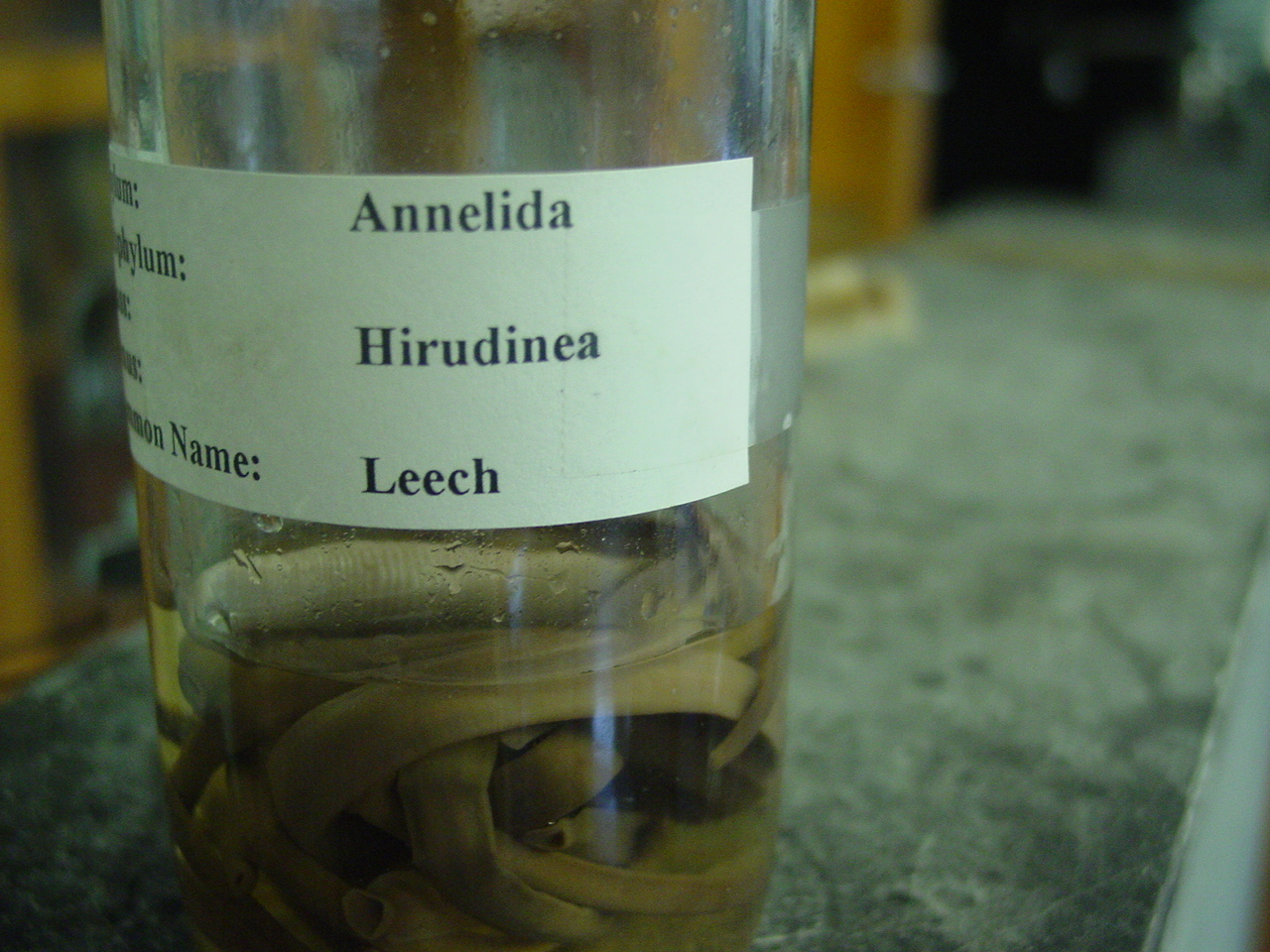
环形动物的浸液标本

所谓动物标本，就是把动物遗体经过各种处理，将其皮毛、骨骼或身体器官长久保存，作为收藏、展示或研究用的样品。这方面的制作技术，可以追溯到古埃及时代——古埃及人把他们崇拜的公牛、猫、狒狒和鹰隼等动物的尸体掏空内脏并进行防腐处理，保存在石棺或陶罐里。现代动物标本通常使用福尔马林进行浸泡防腐保存。
动物标本记录了动物的体型、外观、解剖特征等基本信息，对分类鉴定至关重要。尤其是一个物种正式定名时所依据的标本，就被定为“模式标本”，以后鉴定都要以它为准。

### 针插标本（昆虫）
即用化学药剂快速杀死昆虫，用细针穿透身体、插在底板上固定，再加以烘干或者自然风干所制成的昆虫标本。

### 浸液標本
死后泡在防腐杀菌的酒精或甲醛溶液（即“福尔马林”）里面，装进玻璃瓶而制成的标本。
浸制标本的渊源十分古老：早在上千年前人们就利用烈酒中的高浓度酒精充当临时防腐剂，国王、将军要是不幸在出征中客死远方，就将其遗体塞进酒桶，运回下葬。后来这法子被博物学家学了去：大航海时代以来的几个世纪，他们从世界各地采集的动物标本，很多就是泡在白兰地、威士忌甚至普通葡萄酒桶里的，有时甚至差点被海关当成走私酒给没收。19世纪之后，杀菌能力更强的福尔马林登场，只是在海外不像烈酒那么容易买到。
酒精和福尔马林的防腐原理，都是破坏机体中的蛋白质，杀死细菌，使标本不会受到细菌的破坏。但这同时也会把标本变得又硬又脆，严重褪色，外表走形。此外，这两种液体都十分易燃，尤其是福尔马林容易挥发，气味刺鼻还有毒性，对人体伤害不小。但要保存柔软的动物遗体，内脏器官的话，浸制标本的作用仍不可替代。

### 剝製標本

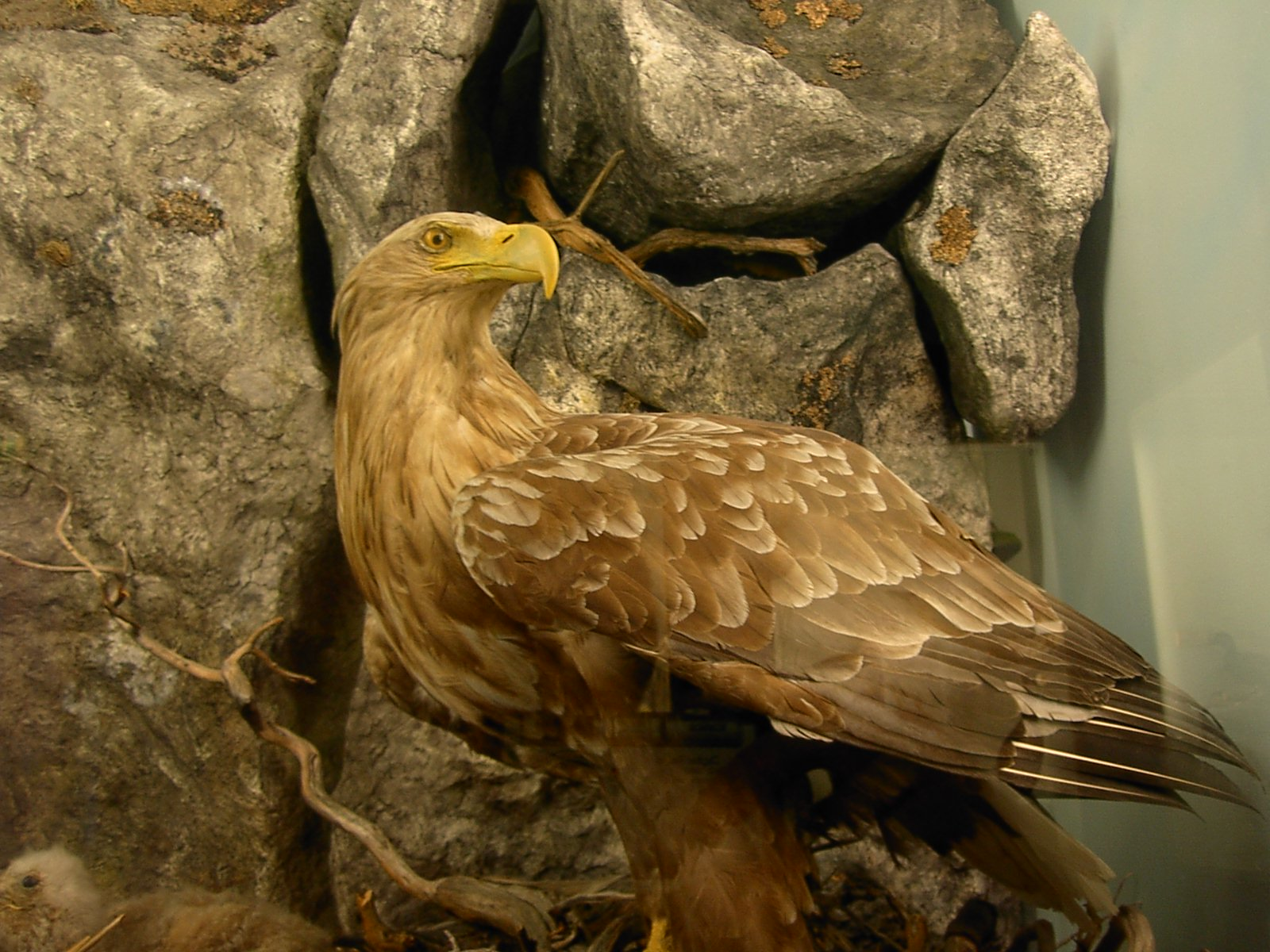
金雕的剝製標本。

剝製標本是一種把動物的皮剝下來進行防腐處理後塞入填充物保存的標本。
制作剥制标本的技术含量，在各类动物标本中是最高的：既需要了解动物的解剖学特征和生活习性，又得有高超的手工技巧和艺术修养，还要忍得住腥臭，干得了粗活。
几百年来，剥制标本大多使用经盐腌过的“生皮”，里面用铁丝、铅丝或木条撑起支架，像填枕头一样填满稻草，鱼类、爬行类标本还要在表面刷漆。但生皮的油脂和水分很难清除干净，主要靠涂抹砒霜、敌敌畏等剧毒物质防腐防蛀，不仅有害人体，时间一长也照样会褪色、皱缩甚至断裂。加上内部支架会逐渐变形，脱水不彻底的稻草容易腐烂，这样做出来的标本往往过上几年就面目全非。
现代的剥制标本工艺早已今非昔比。毛皮经过鞣制，转化为柔韧有弹性的熟皮，能像皮草一样长久保持鲜活，省去了剧毒防腐剂；内部不再搭架子、填稻草，而是用树脂、石膏或玻璃钢等材料，制成尺寸贴合动物身形的整块“假体”，再套上皮毛，便呈现出了逼真的肌体层次，而且不易走形。标本的眼睛，则从死气沉沉的玻璃球，换成了根据每件标本的形态专门定制的假眼。只是由于国内近年才开始推广这些技术，因此依然有些老旧标本仍被陈列在博物馆。

### 骨骼標本
制作骨骼标本最耗心血的，不光是把骨头分离出来、清洗干净，更在于如何把它们重新组装成一副完整的骨架，精准展现动物的骨骼形态。在处理细小的动物骨骼时，通常会用到皮蠹来清理骨头上残存的软组织：一具家猫大小的动物骨骼，大致剔除皮肉、内脏后交给一堆皮蠹幼虫，过7、8天就只剩一副干干净净、整整齐齐的骨头架子。而若是处理大型动物时，通常会挖个大坑，埋进去，等土壤中的线虫、细菌等生物慢慢分解掉骨头上的软组织和大部分骨髓，趁它们还没来得及对付骨头时，刨开坑把骨头挖出来，完成最后的清理、脱脂、去味等工序。

### 仿真标本
是用家畜皮革、帆布等充当皮肤，用染了色的羊毛、兔毛、鸡鸭毛甚至人工材料充当毛发的动物标本。

### 塑化标本
是把动物身体经福尔马林浸泡杀菌后，泡进丙酮溶液脱水、脱脂，再用液态的环氧树脂、硅橡胶等把组织中的丙酮置换出来所制成的动物标本。
塑化标本虽然不能保持皮肤、毛皮的原有质感，却让身体内部的肌肉、内脏和血管分毫毕现，甚至在显微镜下还能看到未破坏的细胞结构。由于材质已经从有机体变成了不腐的“塑料”，塑化标本可以保存从里到外的整个身体，而且长期暴露在空气中也照样不走形、不腐烂，无需玻璃柜或防腐液保护，甚至观众直接用手摸也没关系。

### 透明骨骼標本
參見:透明骨骼樣本

## 其他生物標本

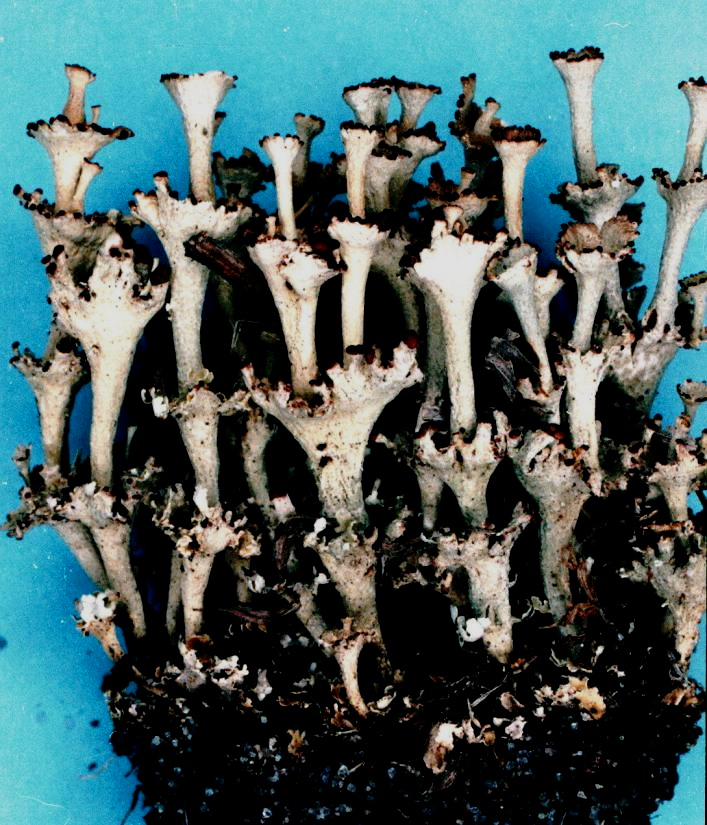
一種地衣，其標本乃連同其生長之基質，直接乾燥保存。

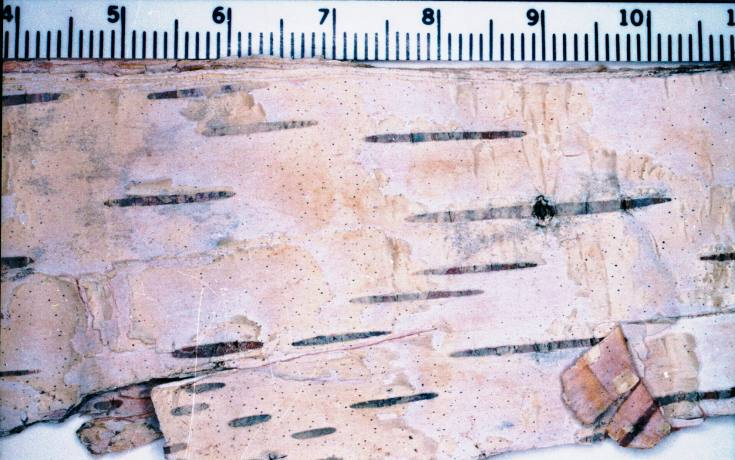
一種長在樹皮內的子囊菌（真菌）之菌落，其標本乃採取樹皮，不經壓製直接乾燥保存。

傳統上被歸類為植物的分類群，如細菌、真菌、藻類、苔蘚，亦需要有證據標本收藏以供研究之用，許多植物標本館中仍存放了大量的此類標本，因此其標本的形制多少亦與一般的維管束植物標本類似。
常見的此類標本除了直接乾燥壓製固定於檯紙（亦多不經壓製而改固定於紙盒），還有經過脫水、染色、等過程做成玻片標本存放。

### 植物標本
- Simpson, Michael G. 2006. Plant systematics. 590 pp. Boston : Elsevier/Academic Press. ISBN 0-12644460-9.，本書為大學生物學門的植物系統學教科書。
- Liesner, R.（cached 2004.4.8, 2011.5.28）《Field Techniques Used by Missouri Botanical Garden》 （页面存档备份，存于），此為密蘇里植物園標本館的採集手冊。